# Zbór Międzynarodowy Kościoła Adwentystów Dnia Siódmego
Zbór Międzynarodowy Kościoła Adwentystów Dnia Siódmego – jeden z czterech zborów adwentystycznych w Warszawie, działający na dzielnicy  Śródmieście, należący do okręgu mazowieckiego diecezji wschodniej Kościoła Adwentystów Dnia Siódmego w RP.
Pastorem zboru jest kazn. Mikołaj Krzyżanowski. Nabożeństwa odbywają się w kościele przy ul. Foksal 8.